# Sylvia Hoffman
Sylvia Hoffman (née le 29 juin 1989 à Philadelphie) est une bobeuse américaine. En tant que freineuse, elle est médaillée de bronze olympique en 2022.

## Palmarès

### Jeux olympiques
- : médaillée  de bronze  en bob à deux aux Jeux olympiques d'hiver de 2022 à Pékin  Chine.

### Coupe du monde
- 108 podiums  : 
  - en bob à 2 : 1' victoire, 1 deuxième place et 5 troisièmes places.

#### Détails des victoires en Coupe du monde
| Édition   | Bob à 2   | Monobob |
| 2019-2020 | Königssee |         |